# Festival international du film fantastique de Gérardmer 2025
La 32e édition du festival international du film fantastique de Gérardmer se déroule du 29 janvier au 2 février 2025.

## Déroulement et faits marquants
Le 14 janvier 2025, il est annoncé que l'actrice Vimala Pons présidera le jury des longs-métrages tandis que la cinéaste Emma Benestan présidera celui des court-métrages.
Le 2 février 2025, le palmarès est annoncé : le Grand prix est décerné au film In a Violent Nature de Chris Nash . Le prix du jury est remis aux films Exhuma de Jang Jae-hyeon et Rumours de Guy Maddin, Evan et Galen Johnson,,

## Jurys

### Longs métrages
- Vimala Pons (présidente du jury) : actrice et artiste de cirque
- Vladimir Cauchemar : DJ et producteur
- Jérémy Clapin : réalisateur, scénariste et producteur
- Clotilde Hesme : comédienne
- William Lebghil : comédien
- Caroline Poggi et Jonathan Vinel : réalisateurs et scénaristes

### Courts métrages
- Emma Benestan (présidente du jury) : cinéaste
- Olivier Afonso : créateur d’effets spéciaux et maquillages
- Emma Chevalier : réalisatrice et programmatrice
- Théo Cholbi : comédien et musicien
- Tiphaine Daviot : comédienne

## Films en compétition

### Longs métrages
- La Fièvre de l'argent (en) de Galder Gaztelu-Urrutia  Espagne  États-Unis  Colombie
- Les Maudites (The Wailing) de Pedro Martín-Calero  Espagne  Argentine  France
- Exhuma de Jang Jae-hyeon  Corée du Sud
- In a Violent Nature de Chris Nash  Canada
- Grafted (en) de Sasha Rainbow  Nouvelle-Zélande
- Oddity (en) de Damian Mc Carthy (en)  Irlande  États-Unis
- Else de Thibault Emin  France  Belgique
- Rumours de Guy Maddin, Evan et Galen Johnson  Canada  Allemagne  Hongrie  États-Unis
- Azrael de E. L. Katz  États-Unis

### Court métrages
- Les Liens du sang de Hakim Atoui  France  Belgique
- Serpente de Félix Imbert  France
- Flush de Raphaël Treiner  France
- Naissance d'un feu de Archibald Martin  France  Belgique
- La Voix de son maître de Alexandre Pierrin  France
- Le Bézoard de Laure-Élie Chénier-Moreau  France
- Familiar de Marco Novoa  France
- Dans l'ombre de Jérémy Barlozzo  France

## Films hors compétition

### Hors compétition
- Companion de Drew Hancock  États-Unis (film d'ouverture)
- Chain Reactions (en) de Alexandre O. Philippe  États-Unis
- Creation of the Gods II: Demon Force de Wuershan  Chine
- In Vitro (en) de Will Howarth et Tom McKeith  Australie
- Last Stop: Rocafort Station (en) de Luis Prieto  Espagne
- La Légende d'Ochi de Isaiah Saxon  États-Unis
- Le Maître et Marguerite de Michael Lockshin  Russie
- Okko et les fantômes de Kitarō Kōsaka  Japon
- Presence de Steven Soderbergh  États-Unis
- She Loved Blossoms More de Yannis Veslemes  Grèce  France
- The Moogai (en) de Jon Bell  Australie
- Please Don't Feed the Children (en) de Destry Allyn Spielberg  États-Unis (film de clôture)

### Rétromania
- Evil Dead Trap de Toshiharu Ikeda  Japon
- Massacre à la tronçonneuse de Tobe Hooper  États-Unis
- La Résidence de Narciso Ibáñez Serrador  Espagne

### L'émergence du genre au Vietnam
- Crimson Snout de Lưu Thành Luân
- KFC de Le Binh Giang
- Vietnamese Horror Story de Trần Hữu Tấn

### Rétrospective Histoire(s) de fantôme(s)
- A Ghost Story de David Lowery  États-Unis
- L'Aventure de madame Muir de Joseph Mankiewicz  États-Unis
- Danse macabre de Antonio Margheriti  Italie
- Enter the Void de Gaspar Noé  France  Allemagne  Italie
- Fantômes contre fantômes de Peter Jackson  Nouvelle-Zélande  États-Unis
- La Main de Danny et Michael Philippou  Australie
- Okko et les fantômes de Kitarō Kōsaka  Japon
- Onibaba de Kaneto Shindō  Japon

### Nuit décalée
- L'Attaque de la moussaka géante de Pános Koútras  Grèce
- Deviant de Daniel M. Caneiro  Espagne

### Hommage àTi West
- The House of the Devil
- The Innkeepers
- The Sacrament

### Nuit «Trilogie X» deTi West
- X
- Pearl
- MaXXXine

## Palmarès
- Grand prix : In a Violent Nature de Chris Nash
- Prix du jury (ex æquo): Exhuma de Jang Jae-hyeon et Rumours de Guy Maddin, Evan et Galen Johnson
- Prix de la critique : Les Maudites de Pedro Martín-Calero
- Prix du public : Oddity (en) de Damian Mc Carthy (en)
- Prix du jury jeunes : Les Maudites de Pedro Martín-Calero
- Grand prix du court métrage : Les Liens du sang de Hakim Atoui